# Ramush Haradinaj
Ramush Haradinaj (Dečani, 3 juli 1968) is een Kosovaars politicus. Tussen september 2017 en februari 2020 was hij premier van Kosovo. Gedurende de Kosovo-oorlog was Haradinaj commandant van De Zwarte Adelaars, een eenheid binnen het paramilitaire Kosovaarse Bevrijdingsleger.

## Biografie
Ramush Haradinaj was aanvoerder van de paramilitaire eenheid Zwarte Adelaars van het Kosovo Bevrijdingsleger tussen 1998 en 1999 in de regio Dukagjin.
Toen de Servische regering van Slobodan Milošević in 1989 de Kosovaarse autonomie ophief, verliet Haradinaj het land. In zijn ballingsoord Zwitserland verdiende hij de kost als gymleraar en uitsmijter. Maar tevens kocht hij op de zwarte markt wapens voor de strijd van de etnische Albanezen in Kosovo. In 1997 keerde hij terug en een jaar later begon de opstand.
In september 2004 behaalde de politieke partij Alliantie voor de Toekomst van Kosovo, waarvan hij de oprichter is, 8 % van de stemmen. Hij ging een coalitie aan met de grote winnaar, de LDK van Ibrahim Rugova. Op 3 december 2004 koos het parlement Rugova tot president en Haradinaj tot premier. Na honderd dagen trad hij af omdat hij beschuldigd werd van oorlogsmisdaden. Hij mocht in afwachting van het proces in Kosovo blijven en bleef in die tijd actief in de politiek.
Hij werd ervan verdacht etnische Serviërs, met de vijand samenzwerende Kosovaarse Albanezen en zigeuners te hebben gemarteld, verkracht, vermoord en verdreven. Zijn proces is op 7 maart 2007 begonnen in Den Haag voor het Joegoslaviëtribunaal. Dat sprak hem op 3 april 2008 vrij wegens gebrek aan bewijs. Alle getuigen hadden zich in de loop van het proces teruggetrokken, en het vermoeden van intimidatie werd door waarnemers openlijk uitgesproken. Het Tribunaal achtte grove schendingen van de mensenrechten voor het UÇK bewezen, maar kon de persoonlijke betrokkenheid van Haradinaj niet vaststellen. Een van zijn medebeschuldigden werd tot zes jaar gevangenisstraf veroordeeld. Op 29 november 2012 werd hij nogmaals vrijgesproken wegens gebrek aan bewijs, samen met twee andere leden van het UÇK. In 2015 werd Haradinaj in Slovenië vastgehouden, maar twee dagen later werd hij weer vrijgelaten door diplomatieke druk uit Kosovo.
Op 4 januari 2017 werd Ramush Haradinaj opnieuw opgepakt, ditmaal door de Franse politie op de internationale luchthaven Basel-Mulhouse-Freiburg. De Kosovaarse regering heeft het Servisch arrestatiebevel scherp veroordeeld. Enkele dagen na zijn arrestatie werd hij weer vrijgelaten maar moest hij het oordeel van de rechter afwachten in Frankrijk. De rechter oordeelde op 27 april 2017 dat Ramush Haradinaj niet uitgeleverd hoefde te worden aan Servië.
In juni 2017 keerde Haradinaj terug in het openbaar door met zijn partij deel te nemen aan de parlementsverkiezingen. Na een overwinning in deze stembusslag werd hij in september 2017 benoemd tot premier van Kosovo. In juli 2019 kondigde hij zijn aftreden aan, omdat het Kosovotribunaal hem als verdachte beschouwt betreffende de oorlog in Kosovo in 1998-1999. Hij bleef evenwel in functie tot hij in maart 2020 werd opgevolgd door Albin Kurti.